# Ingerületbe kerülés (transzdukció)

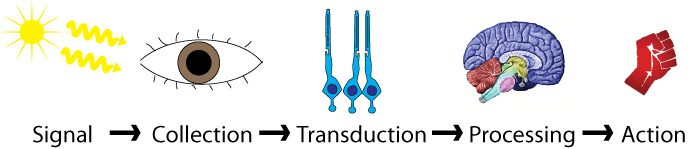
Az érzékszervi feldolgozás fő lépései

Ha egy inger ingerületbe hoz egy sejtet vagy receptort, akkor ez a receptor ingerületbe jön, vagyis az ingerre egy választ ad. Ennek a folyamatnak tudományos neve a transzdukció. Az angolszász irodalomban a firing (magyarul ingerületbe jönni) kifejezés jelentősebb. A "firing/lövészet" az a folyamat, amikor egy receptorsejt érzékel egy ingert, és átalakítja elektromos impulzussá, melyet azután az idegrendszer továbbít. Pontosabban a transzdukció az ingerből származó energia elnyelése és az energia elektromos energiává történő átalakítása. Az ingerelhető (ingerelhetőség = excitabilitás) sejt akkor jön ingerületbe, ha van adekvát inger. Ez csak akkor valósulhat meg, ha a membrán ingerületbe jön, vagyis alapállapotban zárt ioncsatornái megnyílnak.
Az ingerküszöb (küszöbpotenciál) növelésével a sejt kevésbé lesz ingerelhető, csökkentésével pedig a sejt érzékenyebb lesz, így a kisebb erősségű ingerek hatására is ingerületbe kerül.
A receptorokat az általuk továbbított energia alapján lehet osztályozni. Például a fájdalomérzőknek (szabad idegvégződések) nincsenek specifikus ingereik, bármilyen szövetkárosító inger hatására ingerületbe jönnek. A kemoreceptorok pedig kémiai anyagokra specifikusan jönnek ingerületbe.
A transzdukció jelátvitelt (szignáltranszdukció) is jelenthet.